# 戴維斯島
戴維斯島是俄羅斯的島嶼，屬於法蘭士約瑟夫地群島的一部分，由阿爾漢格爾斯克州負責管轄，距離維爾切克島約3公里，長約1公里，最高點海拔高度10米。